# Libnotes (Libnotes) adicia
Libnotes (Libnotes) adicia is een tweevleugelige uit de familie steltmuggen (Limoniidae). De soort komt voor in het Australaziatisch gebied.